# Mats Brodén
Mats Olof Brodén, född 16 februari 1961 i Vasa församling i Göteborg, är en svensk företagare och entreprenör inom materialforskningen.
Mats Brodén växte upp i Älmhults kommun i Småland. I början av 1990-talet tog Mats Brodén initiativet till en rad uppmärksammade konsthändelser. En av dem var den alternativa konstmässan "The Stockholm Smart Show". Smart Show presenterade den unga konsten från hela världen för en svensk publik. Mässan blev internationellt uppmärksammad som en av de mest vitala i konstvärlden.
Ett annat var Art Node, vars syfte var att stödja konstnärliga projekt som ville pröva att uttrycka sig i nya media och framförallt Internet. Inom ramen för Art Node producerades en rad Internetspecifika konstprojekt och filosofiska/estetiska seminarier som livesändes på Internet redan 1997. Under denna period deltog Brodén också i Kulturdepartementets utredningen om vad den nya tekniken skulle kunna innebära för kulturområdet.
Art Node startade också en av de första Internetpublikationerna som utnyttjade det nya mediets fulla kapacitet - Art Orbit. De två sista åren arrangerade Art Node också en större mediakonstutställning - iART. Parallellt med detta har Brodén varit engagerad som kommittéordförande i Stiftelsen Skapande Människa. Stiftelsen delar ut stipendier till unga konstnärer och forskare samt arrangerar seminarier som behandlar problematiken om utbytet mellan konst och vetenskap (konstnärlig FoU).
På senare år har Brodén arbetat med olika konsultuppdrag och medverkat i framtagandet av olika affärskoncept. Åt Stockholms stad arrangerade han ett seminarium under rubriken "Commune 08" som gav underlag till en EU-rapport - "The Community and I in the Extended Field". Den handlar om hur on-line communities kan användas för att utveckla det offentliga samtalet och hur relationen mellan myndigheter och medborgare kan effektiviseras. En stor inspirationskälla till detta projekt är och har varit processerna kring uppbyggnaden av Ground Zero. Ledningen i New York tvingades att hitta fram till en helt ny modell för kommunikation och kunskapsinhämtning i stadsplaneringsprocessen.
Fastighetsbolaget som utvecklar Stadsdelen Värtan i Stockholm engagerade Brodén för att, lite skämtsamt, fungera som "Kulturminister" i området. Tanken var att genom konsten skapa en lokal identitet med hjälp av olika kulturella event i det fysiska och virtuella Värtan.
Det senaste året har han dragit upp riktlinjerna för ett möte mellan materialforskare, konstnärer, designer och arkitekter. Syftet är att iscensätta en kunskapsöverföring mellan labbet och ateljén.
Hans engagemang handlar mycket om att sammanföra kompetenser som inte har naturliga plattformar för kunskapsutbyte - att koppla ihop distinkt olika kunskapskulturer såsom konst, vetenskap och näringsliv. 
Sedan 2005 har han jobbat med materialforskning och nanoteknologi bland annat knuten till det internationella nanolaboratoriet - www.inl.int. Det nyligen startade företaget Embedded Nano Europe AB konceptualiserar nano tech åt industrin. Det senaste projektet i samarbete med Absolut Vodka handlar om hur man kan programmera ljusets beteende på ytor.